# ЗБ М1926
ZB M1926 је чехословачки пушкомитраљез који је конструисао Вацлав Холек за компанију "Збројовка" у Брну 1926. године. Био је солидне конструкције и врло брзо је постао популаран широм света. По лиценци је произвођен у многим земљама.

## Настанак и развој
Године 1921. године Чехословачка армија је започела низ тестова са циљем усвајања новог пушкомитраљеза. На првим пробама су испитана оружја система Бертије фр. Bertier, Браунинг енгл. Browning БАР М1918, Дарне, (фр. Darné), Хочкис (фр. Hotchkiss), Мадсен (дан. Madsen), Сен Етјен (фр. St. Etienne) и неколико домаћих модела.
Најзначајнији домаћи модел је био пушкомитраљез Праха II, конструкција Вацлава Холека (чеш. Václav Holek) на чијем су развоју учествовали и његов брат Емануел и Пољаци Марек и Подрабски. Оружје је произведено у фабрици „Чешка Збројовка“ (чеш. Česká Zbrojovka) из Прага. Модел је 1923. измењен избацивањем реденика и увођењем оквира са 20 метака. Ова конструкција је прихваћена и започета је серијска производња. Модел је првобитно добио назив ZB Vz. 24, да би након даљег развоја преименован у чеш. Lehký kulomet Vz. 26 (Лаки митраљез модел 26), или ZB Vz. 26.
Услед недовољних капацитета фабрике у Прагу, производња је пребачена у новоизграђену фабрику Збројовка у Брну, што је довело до низа парница око око права на име и патент.
Без обзира на правне проблеме, до 1939 је произведено око 120.000 комада овог оружја који су, поред Чехословачке, извожени у двадесет једну земљу широм света.

## Војска Краљевине Срба, Хрвата и Словенаца
Крајем двадесетих година Војска Краљевине Срба, Хрвата и Словенаца је расписала међународни конкурс за набавку нових лаких митраљеза. У наоружању је владало поприлично шаренило у коме су доминирали француски „Шателро“ фр. Chatellerault, али су била присутна и оружја заплењена у Првом светском рату, као и она затечена на бившим аустроугарским територијама.
На конкурсу је победила „Збројовка“ са моделом ZB Vz. 26. Поручено је 18.000 комада и уговорена је лиценцна производња.
Међутим, после примљених пет хиљада комада, уговор је отказан, јер је током употребе долазило до оштећења на скоро свим деловима, а на цевима је брзо долазило до стварања наслага.
Фабрика је на овим моделима извршила неопходне преправке, тако да су током 1930. ови пушкомитраљези били подељени јединицама I, II, и IV армијске области као и коњичким дивизијама под службеном ознаком „Пушкомитраљез 7,9mm модел 1926“. „Збројовка“ је у својој номенклатури овај дорађени модел означила са ЗБ Вз. 30Ј, где је „Ј” ознака за „Југословенски“.
Касније, током 1935. Године, „Збројовка“ је добила нову поруџбину за 12.000 пушкомитраљеза, а наредне године је Војнотехнички завод у Крагујевцу започео са прерадом модела 26 у модел 30.
Тек током 1937. Испоручено је 2500 „Збројовки“ најновије верзије Вз. 37 које су уведене у наоружање Војске Краљевине Југославије под ознаком „Пушкомитраљез 7,9mm модел 1937“. Током 1938. испоручено је још 7.500 комада.
Пушкомитраљез 7,9mm M37 је произвођен у Војнотехничком заводу у Крагујевцу, са годишњом производњом од око 10.000 комада. Спадао је у основно наоружање пешадијских јединица као водно оружје за подршку. Веома се добро показао Другом светском рату, где су га користиле све зараћене стране.

## Немачка окупација Чехословачке
Након што су без борбе заузели Чехословачку 1938. године, Немцима су се на располагању нашле велике количине савременог и квалитетног наоружања чехословачке армије, које је с обзиром на ратне планове нацистичког руководства представљало изузетно драгоцен плен.
Између осталог, ту су биле и велике количине пушкомитраљеза ZB Vz. 26 у различитим верзијама, који је уврштен у наоружање под ознаком MG 26(t), што је скраћеница за  , односно „Митраљез, модел 26, чехословачки“. Додељена му је улога лаког митраљеза за подршку у пешадијској јединици, слична пушкомитраљезу MG34. У почетним фазама Другог светског рата, ово оружје су користиле углавном јединице немачког Вафен СС-а које у то време нису имале пун приступ каналима за снабдевање Вермахта.

## Надимак „Зорка“
Због своје поузданости, једноставног руковања и одржавања у теренским условима, био је веома популаран како међу припадницима ЈВуО, тако и међу партизанима, па је тако „Збројовка“ постала „Зорка“, о чему сведочи траг у народној песми из западне Србије:
Штекће „Зорка“ крај Лознице,

Чује се до Мајевице.
Овај надимак ствара и извесну забуну у архивској грађи, јер се под именом „Зорка“ често мисли и на чешки аутомат ЗК 383, познат у неким деловима Србије још и као „Мала Зорка“.
Занимљиво је да је „Зорка“, иако очигледно чешког порекла, сматрана за домаће оружје, па је зато била популарнија од „брзог шарца“, како су називани немачки MG34 и MG42. Иако је „брзи шарац“ био на цени због огромне ватрене моћи, борци су се, ако су могли да бирају, радије одлучивали за „Зорку“.
Наша Зорка је била један од најбољих пушкомитраљеза, а по својим карактеристикама је знатно превазилазила амерички M1918 BAR као и совјетски ДП-27.

## Опис и конструкција
Оружје је ваздушно хлађено и функционише на принципу позајмице барутних гасова. Дејствује из отворног затварача.
Пуни се оквиром са 20 метака који се поставља са горње стране оружја. Дејство може бити јединично или рафално.
Како је оквир смештен са горње стране, нишани су смештени са леве стране оружја. Предњи је на цеви на почетку гасне коморе, док је задњи на сандуку. Задњи нишан је кружног облика и подешава се преко назубљеног точкића.
Цев се мења брзо и једноставно помоћу ручице смештене на горњој страни оружја.
Оружје са горње стране има поклопац којим се затвара отвор за оквир ради заштите од прљавштине. Приликом дејства, употребљене чауре се избацују кроз отвор са доње стране, који је такође заштићен поклопцем због заштите. Поклопац се отвара аутоматски приликом притиска на обарач. Оружје је стандардно опремљено ножицама.

## Распрострањеност
Ово оружје је извожено у читав свет, а лиценцно је произвођено у Совјетском Савезу, Кини, Југославији, Литванији и Уједињеном Краљевству. Најпознатија лиценцна варијанта је ЗГБ 30/33 у калибру 7,7x57R (.303 Бритиш) познатија као Брен која је у Британској армији била у употреби скоро 40 година. Коришћено је и после Другог светског рата у сукобима широм света. Кинески митраљесци су у Корејском рату са њим стекли репутацију одличних стрелаца на великим даљинама.
Производња и развој овог оружја су настављене још деценијама после Другог светског рата. У Чехословачкој су развијене верзије Vz. 52 и Vz.52/57, док је у другим земљама под утиицајем ове изузетно успешне конструкције настао читав низ оружја.